# Gypsy (Fernsehserie)
Gypsy  ist eine US-amerikanische Fernsehserie, die im Juni 2017 in den Vereinigten Staaten von Netflix per Streaming veröffentlicht wurde. Im August 2017 stellte Netflix die Serie nach einer Staffel ein.

## Handlung
Jean Holloway ist Psychotherapeutin und fühlt sich durch die Sitzungen mit ihren Patienten immer weiter gelangweilt und frustriert. Täglich werden ihr dieselben Geschichten erzählt, es zeigen sich kaum Fortschritte.
Um diesem Trott zu entkommen, beschließt sie, Kontakt zu Menschen aus dem Leben ihrer Patienten aufzunehmen. So lernt sie die Exfreundin einer ihrer Patienten, Sam, kennen, die junge Barista und Sängerin Sidney. Jean verwendet den Decknamen „Diane“ und baut sich eine neue Identität auf. Nach einem Treffen in einer Bar und langen Gesprächen fühlt sie sich immer weiter zu Sidney hingezogen. Diese neue Seite an ihr verheimlicht sie ihrem Mann.
Ihre Kollegen raten Jean immer wieder, den Patienten nur zuzuhören und sich nicht zu sehr in deren Probleme hineinzusteigern. Die Therapie sei nur eine Hilfestellung, den richtigen Weg zu finden, und sollte nicht die Antworten und Lösungen vorgeben. Doch Jean fühlt sich überfordert und ist durch den Anschein, die Gespräche würden ihren Patienten nicht helfen, frustriert. Als auch noch eine Patientin die Therapie beenden möchte, da sie diese nicht als hilfreich sieht, bringt es das Fass zum Überlaufen. Sie beginnt, Sidneys Musik online zu suchen und legt sich eine neue Frisur zu. Sie scheint sich weiter in die „Diane“-Identität hineinzusteigern.
Jeans Mann Michael macht immer öfter Überstunden und nähert sich seiner Sekretärin Alexis an. Jean begibt sich in den Club Nirvana, wo sie Sidney wieder begegnet und auch ihre Freunde kennenlernt. Diese beginnt, sie über Sam auszufragen. Sie erfährt, dass Sidney eine Beziehung zu einer Frau hatte, obwohl Sam das in der Therapie vehement verneint hatte. Sidney küsst „Diane“ schließlich während sie tanzen. Als Jeans Handy klingelt und ihre Tochter, die sie vor Sidney als ihre Nichte ausgegeben hatte, anruft, nimmt Sidney ihr aus Spaß das Handy weg, um Hallo zu sagen. Daraufhin wird Jean wütend und schreit Sidney an, macht ihr Vorwürfe und lässt sie auf der Tanzfläche stehen.
Jean stiehlt einige Tabletten bei der Mutter einer Freundin ihrer Tochter. Ihr zweites Ich übernimmt langsam auch Momente mit Michael. Sie geht mehr aus sich heraus und versucht so, die Ehe interessanter zu machen. In der Therapie benutzt sie ihr Insiderwissen über Sidney, um Sam, der noch immer an Sidney hängt, von seinen Fantasien abzubringen. Sie wird immer drängender und versucht, ihre Patienten zum Treffen von Entscheidungen nach ihren Wünschen zu beeinflussen.
Ihr Doppelleben weitet sich ständig aus. Jean hat ständig Fantasien von Sidney. Sie trifft sich mit Rebecca, der Tochter ihrer Patientin Claire, und lernt sogar deren sektenähnliche Freunde in ihrer neuen Wohnung kennen. Dadurch kann sie die Gründe für Rebeccas Bruch mit ihrer Mutter besser nachvollziehen. Sie nähert sich Sidney weiter an und küsst sie nochmals. Um Allison zu helfen, macht sie einen Hausbesuch und bringt sie schließlich zu einer Selbsthilfegruppe. Alles, was sie so über die Personen im Leben ihrer Patienten erfährt, nutzt sie für die Therapie. Claire überredet sie zu einem Meditationskurs, um offener zu werden. Dadurch stimmt Rebecca letztlich sogar wieder Kontakt zu. Allison bringt sie von ihrem gewalttätigen Freund Tom weg und fälscht ihre Notizen über die versäumten Sitzungen, um sie nicht in Schwierigkeiten zu bringen.
Sie bringt Sam schließlich dazu, sich mit seiner Freundin vor Sidney – Emelie – zu treffen und Sidney zu vergessen. Ihr Doppelleben gerät allerdings mehrmals in Gefahr, als Sidney Sam gleichzeitig mit ihr in eine Cafe einlädt, sie später mit in Sams Wohnung nimmt und eine Kollegin sie abends auf einem nächtlichen Ausflug beobachtet. Jedes Mal kann Jean sich nur durch provokative Streitsituationen retten und die Flucht ergreifen.
Unterdessen gibt es Spannungen mit einem misstrauisch werdenden Michael. Dieser nähert sich zunehmend seiner Assistentin an, die sogar auf der Geburtstagsfeier von Jeans und seiner Tochter Dolly auftaucht. Dabei wird auch Jean etwas misstrauisch. Um erneut Schwung in die Ehe zu bringen, spielen die beiden ein Rollenspiel, in dem sie neue Identitäten annehmen. Dabei gibt Jean sich als Sängerin namens Sidney aus.
Eines abends enden Jean und Sidney schließlich gemeinsam in Sidneys Wohnung, kiffen und schlafen miteinander. Jean löscht heimlich Sams Kontakt aus Sidneys Handy. Zur selben Zeit kommen sich Michael und Alexis auf einer Geschäftsreise in Texas gefährlich nah, doch er zieht die Reißleine. Alexis schläft am Ende mit einem anderen Kollegen.
Jeans Patientin Claire möchte ihre Tochter mit zu einer Sitzung bringen, was Jeans geheime Identität in Gefahr bringt. In Michaels Büro geht das Gerücht um, er wäre mit Alexis intim geworden. Er versucht es aus der Welt zu räumen, hat aber kaum Möglichkeiten. Sidney macht heimlich ein Foto von sich und „Diane“. Allison hat einen Rückfall und geht nicht mehr zu den Selbsthilfegruppen, stattdessen flüchtet sie sich wieder zu ihrem gewalttätigen Freund. Daher bringt Jean sie in die Wohnung, die sie vor ihrer Ehe bewohnt hat und seitdem heimlich weiter bezahlt aber nicht nutzt.
Sam kann sich immer besser in die Beziehung mit Emelie vertiefen und Sidney loslassen. Jean hat den Verdacht, Michael hat eine Affäre mit Alexis und erzählt ihrer Kollegin davon. Allison schnüffelt in der Wohnung herum und entdeckt Audioaufzeichnungen von Jean.
Rebecca plant eine Reise mit ihren Freunden nach Costa Rica. Sie erzählt „Diane“, dass sie schwanger ist. Dabei versucht Jean, Rebecca zu überreden, die Therapiesitzung mit ihrer Mutter abzusagen, um ihre geheime Identität zu wahren. Sidney postet das Foto auf ihrem Social-Media-Account und Michael kauft Jean Kaffee bei Sidney im Kaffee, ohne zu wissen wer sie ist und bekommt einen Flyer von ihrer Band. Er hat vorher auf Jeans Computer ein Video von Sidneys Auftritt gesehen und wird misstrauisch, als sie so tut als würde sie die Band nicht kennen. Rebecca sagt die Therapiesitzung ab.
Allison ist verschwunden und Jean muss Allisons Mutter und ihre Kollegen belügen. Sie fälscht einen Brief von Rebecca an Claire, um die Beziehung zu kitten. Sam kann endlich loslassen. Er will die Therapie beenden, um ganz von Sidney loszukommen. Jean hat Angst er könnte das Foto gesehen haben. Sidney will sich unbedingt mit „Diane“ treffen.
Ein Abendessen mit Jeans Mutter stresst Jean. Ihre Tochter Dolly ist vor einer Schulaufführung aufgeregt und will noch kürzere Haare für ihren Auftritt als Peter Pan. Sidney ist wütend wegen Sam und fährt zur Aufführung von „Dianes“ 'Nichte', die wenig begeistert ist. Sidney erzählt ihr von Sams Verlobung mit Emelie. Sie wird wütend, weil sie nichts über „Diane“ weiß. Diese lädt Sidney daraufhin für die nächste Woche in ihre Wohnung ein. Als Sidney wieder fährt, sieht Jeans Mutter die beiden. Jean ruft Sam an um ihn zu drängen, die Therapie weiter zu führen.
Jean schickt Sidney eine Geschichte, die sie angeblich geschrieben hat, die jedoch in Wahrheit von Alexis stammt. Allison ruft Jean unter einer unbekannten Nummer an, doch Jean ist beschäftigt. Kurz darauf erfährt sie, dass Allison als vermisst gemeldet wurde.
Allisons Exfreund Tom sucht Jean auf, um zu fragen, wo Allison sich aufhält. Doch sie erreicht ihre Patientin seit dem verpassten Anruf nicht mehr. Außerdem stalkt sie Sam auf seinem Social-Media-Account und hinterlässt weiter Nachrichten auf der Mailbox. Sie trifft sich endlich mit Sidney in ihrer Wohnung, wo Sidney Drogen von Allison findet. Jean muss sich wieder Ausreden einfallen lassen und lenkt das Gespräch in Richtung Sam, der am Abend seine Verlobung feiert. Sie überredet Sidney, mit ihr zu der Feier zu gehen, wo sie Sam und Emelie heimlich beobachten. Dabei erwähnt sie versehentlich Sams Tattoo und verstrickt sich in noch mehr Lügen. Sie versucht Sidney dazu zu bringen, mit Sam zu reden, um die Feier zu ruinieren und ihn und Emelie auseinanderzubringen.
Sidney stellt Nachforschungen zu der Kurzgeschichte an, die Jean als ihre ausgegeben hat. Dabei findet sie die echte Autorin Alexis und sucht sie in ihrem Büro auf, um sie zu konfrontieren. Dort sieht sie ein Foto von Jean und ihrer Tochter auf dem Schreibtisch ihres Mannes Michael und stürmt aus dem Gebäude. In der Therapie ist Claire glücklich über den angeblichen Brief von Rebecca. Michael und Alexis küssen sich im Büro beinahe doch sie lässt ihn abblitzen.
Jean verbrennt ihre echten Notizen zu Allison, damit niemand von den verpassten Terminen erfährt. Sie hat das Gefühl verfolgt zu werden. Michael konfrontiert Jean damit, dass er merkt, dass sie lügt. Sie erzählt ihm von ihren Verfolgungsängsten und vom Verschwinden von Allison, das sie offensichtlich sehr mitnimmt. Sie gesteht ihm dabei auch, dass sie die Wohnung behalten hat. Michael wird wütend und es gibt einen großen Streit. Er findet einen kleinen unverbrannten Rest der Allison-Notizen im Garten während Jean mit ihrer Mutter spricht.
Am nächsten Tag sucht Sam sie in ihrer Praxis nach langem Drängen auf. Dabei sagt Jean ihm, Sidney hätte sie kontaktiert und würde sich Sorgen machen, um ihn dazu zu bringen, wieder zu Sidney zurückzugehen. Michael besucht die Wohnung und erkennt, dass Jean nicht allein dort war. Jean sucht ihre ehemalige Patientin Melissa auf, deren Leben sie durch falsches Spiel ebenfalls durcheinander gebracht hatte. Sie hat Melissa sofort wieder in ihren Bann gezogen. Die Polizei erfährt von Allisons Zeit in Jeans Wohnung, weiß jedoch nicht, dass die Wohnung Jean gehört. Diese versucht eilig alles auszuräumen, was sich mit ihr oder Allison in Verbindung bringen lässt, vergisst aber ein Foto von ihrer Mutter.
Man sieht, wie Tom mit einer bewusstlosen Allison auf dem Rücksitz die Stadt verlässt. Sam kehrt in Sidneys Wohnung zurück und wartet dort auf sie.
Jean muss am Abend einen Vortrag über Mobbing an der Schule von Dolly halten. Dabei kommt plötzlich Sidney in den Saal und die beiden sehen sich an. Da keine zweite Staffel bestellt wurde, schließt die Serie mit diesem offenen Ende.

## Besetzung
Die Synchronisation der Serie wurde bei der SDI Media Germany nach Dialogbüchern von Marion Machado Quintela, Horst Müller und Claudia Jüterbock unter der Dialogregie von Quintela erstellt.
| Rolle                  | Schauspieler       | Synchronsprecher   |
| ---------------------- | ------------------ | ------------------ |
| Jean Holloway          | Naomi Watts        | Irina von Bentheim |
| Michael Holloway       | Billy Crudup       | Peter Flechtner    |
| Sidney Pierce          | Sophie Cookson     | Lina Rabea Mohr    |
| Sam Duffy              | Karl Glusman       | Julius Jellinek    |
| Larin Inamdar          | Poorna Jagannathan | Melanie Hinze      |
| Rebecca Rogers         | Brooke Bloom       | Dascha Lehmann     |
| Allison Adams          | Lucy Boynton       | Maria Hönig        |
| Alexis                 | Melanie Liburd     | Tanya Kahana       |
| Claire Rogers          | Brenda Vaccaro     | Liane Rudolph      |
| Dolly Holloway         | Maren Heary        | Stella Blankenburg |
| Gary Levine            | Frank Deal         | Uwe Büschken       |
| Michelle Kessler       | Megan Sikora       | Katja Schmitz      |
| Hunter Abbott          | Paris Remillard    | Bernhard Völger    |
| Holly Faitelson        | Kimberly Quinn     | Joseline Gassen    |
| Blair Salz             | Ali Marsh          | Nina Herting       |
| Adrian Salz            | Quentin Mare       | Stephan Ernst      |
| Mutter aus Connecticut | Hannah Tinker      |                    |
| Lane                   | Luna Tieu          |                    |

## Episodenliste
| Nr.                                                                                      | Deutscher Titel    | Originaltitel   | Regie              | Drehbuch                             |
| ---------------------------------------------------------------------------------------- | ------------------ | --------------- | ------------------ | ------------------------------------ |
| 1                                                                                        | Der Kaninchenbau   | The Rabbit Hole | Sam Taylor-Johnson | Lisa Rubin                           |
| 2                                                                                        | Haltestelle Morgan | Morgan Stop     | Sam Taylor-Johnson | Lisa Rubin                           |
| 3                                                                                        | Driftwood Lane     | Driftwood Lane  | Scott Winant       | Jessica Mecklenburg & Lisa Rubin     |
| 4                                                                                        | 309                | 309             | Scott Winant       | Jonathan Care & Lisa Rubin           |
| 5                                                                                        | Die Kommune        | The Commune     | Alik Sakharov      | Sean Jablonski                       |
| 6                                                                                        | Vagabond Hotel     | Vagabond Hotel  | Alik Sakharov      | Sneha Koorse & Lisa Rubin            |
| 7                                                                                        | Euphorie           | Euphoria        | Victoria Mahoney   | Lisa Rubin                           |
| 8                                                                                        | Marfa              | Marfa           | Victoria Mahoney   | Jonathan Caren & Lisa Rubin          |
| 9                                                                                        | Nimmerland         | Neverland       | Coky Giedroyc      | Sean Jablonski & Jessica Mecklenburg |
| 10                                                                                       | Black Barn         | Black Barn      | Coky Giedroyc      | Lisa Rubin                           |
| Am 30. Juni 2017 wurden alle Folgen der Staffel gleichzeitig bei Netflix veröffentlicht. |                    |                 |                    |                                      |

## Rezeption
„Die Netflix-Serie Gypsy wirkt anfangs wie ein gewöhnliches Drama, in dem die Protagonistin ihr Leben mit etwas neuem Nervenkitzel versehen will. Doch Folge um Folge verwandelt sich die Geschichte mehr in einen Psychothriller, jeder Schritt der Hauptfigur bringt sie in größere Schwierigkeiten und lässt die Abneigung des Zuschauers zu ihr wachsen.“

„Die Pilotepisode der als Psychothriller beschriebenen neuen Netflix-Serie Gypsy leidet vor allem darunter, dass darin kaum etwas passiert. Hauptdarstellerin und Produzentin Naomi Watts gibt sich zwar alle Mühe, kann das höchstens durchschnittliche Drehbuchmaterial aber nicht retten.“